# Joris van Severen

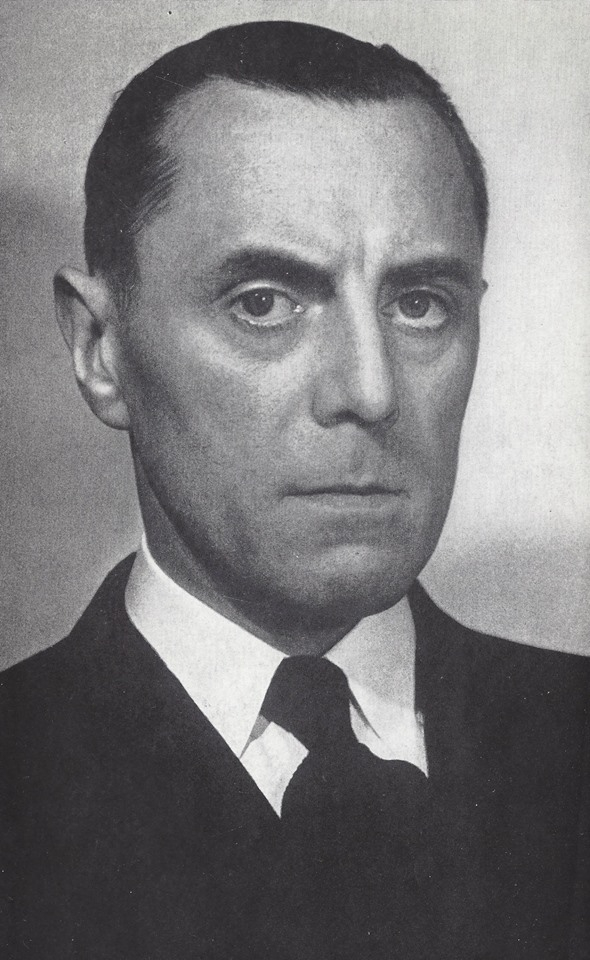
Joris Van Severen

Georges Edmond Edouard van Severen més conegut com a Joris van Severen (Wakken, Flandes Occidental 1894 - Abbeville, 20 de maig de 1940), fundador i dirigent del Verdinaso, un moviment d'extrema dreta flamenc.
Son pare era advocat i burgmestre de Wakken. Va seguir l'ensenyament secundari amb els Jesuïtes a Gant i després va estudiar dret a la Universitat de Gant. Fou sotstinent de l'exèrcit durant la Primera Guerra Mundial, i degradat per enviar una carta oberta al rei el 1918. A les eleccions d'aquell any es va presentar pel Frontpartij i fou elegit diputat a la Cambra de Representants de Bèlgica juntament amb Staf de Clercq, futur cap del partit VNV i el col·laboracionista August Borms.
Era l'editor endemés de les revistes Ons Vaderland (la nostra pàtria) i Ter Waarheid (A la veritat), influït pels francesos Charles Maurras i Maurice Barrés. El 1928 va trencar amb els del Frontpartij i va fundar el 1931 el moviment polític, que encara no era un partit, Verbond van Diets Nationaal-Solidaristen (Federació dels Nacional-Solidaristes «Neerlandesa») o Verdinaso, que des del 1934 defensaven la creació d'un estat autoritari, regit per un monarca absolut que reunís les antigues Disset Províncies, que es corresponen més o menys amb el territori de Flandes francès, Bèlgica i dels Països Baixos.
Era partidari de no intervenir en la Segona Guerra Mundial. Uns dies abans que els nazis envaïren Bèlgica, fou empresonat juntament amb jueus i dirigents comunistes, a més d'alguns arrestats erròniament per una confusió de noms per la policia belga, tots considerats com enemics de l'Estat Belga. Foren extradits a les autoritats francesos i empresonats a Abbeville, on, de la setantena de presoners, 21 en van ser afusellats, sense cap mena de procés, per un capità de l'exèrcit francès el 20 de maig de 1940. Aquest esdeveniment és conegut com la Massacre d'Abbeville. Quaranta anys més tard, el 1980, l'Estat Belga va excusar-se per a aquesta extradició il·legal.